# Harvard Business Review

Logo

De Harvard Business Review is een invloedrijk vaktijdschrift op bedrijfseconomisch gebied. 
De HBR werd voor het eerst uitgegeven in 1922 en verschijnt iedere twee maanden. Het blad wordt gepubliceerd door de Harvard Business School.
HBR heeft een sterk op managers gericht karakter. Artikelen in het tijdschrift gelden op veel universiteiten dan ook niet als A-publicatie, maar slechts als A-min- of B-publicatie.

## Enkele bekende artikelen
- Peter Drucker, (1985): The discipline of innovation.
- C.K. Prahalad en Gary Hamel, (1990): The Core Competence of the Corporation.
- Robert Kaplan en David Norton (1992): The Balanced Scorecard - Measures that Drive Performance.
- Clayton M. Christensen (1997): The Innovator's Dilemma: when new technologies cause great firms to fail